# Kimagure Princess
"Kimagure Princess" (気まぐれプリンセス, "Princesa Egocêntrica") é o 41º single do grupo de J-pop, Morning Musume, do Hello! Project. O single foi lançado a 28 de Outubro de 2009 e foi usado como música de encerramento do programa "The Gyakuryū Researchers" da TV Tokyo. Este foi também o último single em que o único membro da 7ª geração das Morning Musume, Kusumi Koharu, entrou. O single V DVD para "Kimagure Princess" foi lançado 4 de Novembro de 2009. O videoclipe para o single foi gravado na "La Foresta di Magnifica".

## Faixas

### CD
1. "Kimagure Princess" (気まぐれプリンセス, "Princesa Egocêntrica")
2. "Aishite Aishite Ato Ippun" (愛して 愛して 後一分)
3. "Kimagure Princess (Instrumental)"

### DVD da Edição Limitada A
1. "Kimagure Princess (Dance Shot Ver.)" – 4:32

### DVD da Edição Limitada B
1. "Kimagure Princess (Close-up Ver.)" – 4:30

### Single V DVD
1. "Kimagure Princess"
2. "Kimagure Princess (Green Dance Ver.)"
3. "Making Of" (メイキング映像, Meikingu Eizō)

### Faixas do Event V
1. Kimagure Princess (Takahashi Ai Solo Ver.) (気まぐれプリンセス (高橋愛 Solo Ver.))
2. Kimagure Princess (Niigaki Risa Solo Ver.) (気まぐれプリンセス (新垣里沙 Solo Ver.))
3. Kimagure Princess (Kamei Eri Solo Ver.) (気まぐれプリンセス (亀井絵里 Solo Ver.))
4. Kimagure Princess (Michishige Sayumi Solo Ver.) (気まぐれプリンセス (道重さゆみ Solo Ver.))
5. Kimagure Princess (Tanaka Reina Solo Ver.) (気まぐれプリンセス (田中れいな Solo Ver.))
6. Kimagure Princess (Kusumi Koharu Solo Ver.) (気まぐれプリンセス (久住小春 Solo Ver.))
7. Kimagure Princess (Mitsui Aika Solo Ver.) (気まぐれプリンセス (光井愛佳 Solo Ver.))
8. Kimagure Princess (Junjun Solo Ver.) (気まぐれプリンセス (ジュンジュン Solo Ver.))
9. Kimagure Princess (Linlin Solo Ver.) (気まぐれプリンセス (リンリン Solo Ver.))

## Membros do Grupo
- 5ª Geração: Ai Takahashi, Risa Niigaki
- 6ª Geração: Eri Kamei, Sayumi Michishige, Reina Tanaka
- 7ª Geração: Koharu Kusumi (Último Single)
- 8ª Geração: Aika Mitsui, Junjun, Linlin

## Promoções

### Performances
- 11/01 NHK Music Japan
- 11/06 Nihon TV - Music Fighter

### Rádio
- 09/30 Radio the Boom! (Niigaki Risa, Kamei Eri)
- 10/18 bayfm78 'Dimanche de Junnu' (Mitsui Aika, Junjun)
- 10/18 Mai to Time (Michishige Sayumi, Tanaka Reina)
- 10/18 Hoshi hitomi no Music Aura (Mitsui Aika)
- 10/22 bayfm78 'ON8' (Takahashi Ai, Kusumi Koharu, Linlin)
- 10/24 NACK5 'Hits! The Town' (Niigaki Risa, Tanaka Reina, Junjun)
- 10/25 Mai to Time (Michishige Sayumi, Tanaka Reina)
- 10/25 Asa made Haro Pro Yanen 8! (Tanaka Reina, Kusumi Koharu, Linlin)
- 10/28 FM Fuji 'Nevermind!' (Takahashi Ai, Kamei Eri)
- 10/28  Kusumi Koharu Sotsugyou Special PART 1 (Takahashi Ai, Niigaki Risa, Kamei Eri, Kusumi Koharu e Junjun)
- 10/28 Sotsugyou Special PART 2 (Michishige Sayumi, Tanaka Reina, Kusumi Koharu, Mitsui Aika e Linlin)
- 10/31 FM-FUJI's DREAM STAGE (Kusumi Koharu, Junjun)
- 10/30 Listen? ~Live 4 Life~
- 11/05 Fm Aichi Entame Cong (Kamei Eri, Linlin)
- 11/01 STAR Digio monthly special (Takahashi Ai, Tanaka Reina, Linlin) rádio por satelite
- 11/07 Yamadol!  (Kamei Eri, Linlin)
- 11/08 STAR Digio monthly special (Kamei Eri, Mitsui Aika, Junjun) rádio por satelite
- 11/09 Shiny Morning (Takahashi Ai, Linlin)
- 11/11 Listen (Takahashi Ai, Linlin)
- 11/11 Radio  no kibun (Takahashi Ai, Linlin)
- 11/14 CBC rádio's Hyper Night Nagaoka (Kamei Eri, Linlin)
- 11/15 STAR Digio monthly special (Niigaki Risa, Michishige Sayumi, Kusumi Koharu) rádio por satelite
- 11/16 KBC Radio Fukuoka "PAO~N"  (Takahashi Ai, Tanaka Reina)
- 11/19 CBC rádio "Sayuri no Music Paradise" (Kamei Eri, Linlin)
- 11/08 STAR Digio monthly special (Kamei Eri, Mitsui Aika, Junjun) rádio por satelite
- 11/01 STAR Digio monthly special (Takahashi Ai, Tanaka Reina, Linlin) rádio por satelite
- 11/30 Vero 2 Va (Takahashi Ai, Tanaka Reina)

### Revistas
- 10/24 B.L.T.

### Televisão
- 11/13 CBC TV's IMPACT (Kamei Eri, Linlin)
- 11/14 WAYAYA Ahaa! (Kamei Eri, Linlin)
- 10/22 Hamachan ga! (Niigaki Risa, Tanaka Reina)
- 10/23 Hamachan ga! (Niigaki Risa, Tanaka Reina)
- 11/14 Hiroshima Home TV "Hobby no Takumi"  (Takahashi Ai, Kusumi Koharu, Michishige Sayumi)
- 11/19 Grenier Boy & Girl (Takahashi Ai, Tanaka Reina)
- 12/07 CLUB DAM's STAR Karaoke channel “Morning Musume Kimagure Princess TV!”
- 12/09 CLUB DAM's STAR Karaoke channel “Morning Musume Kimagure Princess TV!”
- 12/09 Waratte Iitomo (Kamei Eri, Michishige Sayumi, Tanaka Reina)
- 12/09 Sina.cn (Junjun, Linlin, Takahashi Ai, Niigaki Risa)  canal na Internet
- 12/10 CLUB DAM's STAR Karaoke channel “Morning Musume Kimagure Princess TV!”
- 12/12 CLUB DAM's STAR Karaoke channel “Morning Musume Kimagure Princess

## Performances em Concertos
- Morning Musume Yomiuri Land EAST LIVE 2009
- Morning Musume Concert Tour 2009 Aki ~Nine Smile~
- Hello! Project 2010 WINTER Kachou Fuugetsu ~Mobekimasu!~
- Morning Musume Concert Tour 2010 Haru ~Pikappika!~

## Posições

### Posições no Oricon

#### Single[4]
| Segunda | Terça | Quarta | Quinta | Sexta | Sabado | Domingo | Lugar | Vendas | Total de Vendas |
| ------- | ----- | ------ | ------ | ----- | ------ | ------- | ----- | ------ | --------------- |
| -       | #3    | #5     | #4     | #4    | #7     | #3      | #4    | 36,274 | 36,274          |
| #15     | #28   | #35    | #33    | #31   | #27    | #3      | #18   | 6,715  | 42,989          |
| #20     | -     | -      | -      | -     | -      | -       | -     | 1,231  | 44,220          |
| -       | -     | -      | -      | -     | -      | -       | -     | 600    | 44,820          |
| -       | -     | -      | -      | -     | -      | -       | -     | 421    | 45,241          |

#### Single V
| Segunda | Terça | Quarta | Quinta | Sexta | Sabado | Domingo | Lugar | Vendas | Total de Vendas |
| ------- | ----- | ------ | ------ | ----- | ------ | ------- | ----- | ------ | --------------- |
| #15     | #7    | #9     | #12    | #14   | #19    | -       | #10   | 4,814  | 4,814           |
| -       | -     | -      | -      | -     | -      | -       | #31   | 794    | 5,608           |

- Posição do mês de Novembro: #14[5]

### Posições no Billboard Japan
- Billboard Japan Hot 100: #14[6]
- Billboard Japan Hot Singles Sales: #4[7]
- Billboard Japan Hot Top Airplay: #56[8]